# Грузия на Всемирных военных играх
Грузия принимает участие во Всемирных военных играх: в летних Играх с 1995 года, в зимних Играх с 2013 года.
На летних Играх военнослужащие-спортсмены Грузии завоевали (с учётом результатов летних Игр 2019 года) всего 3 медали, из них ни одной золотой, в медальном зачёте занимают 72-е место; на зимних Играх (с учётом результатов зимних Игр 2017 года) ни одной медали не завоевали.

## Медальный зачёт

### Медали на летних Всемирных военных играх
| Игры        | Золото         | Серебро        | Бронза         | Всего          | Место          |
| 1995 Рим    | 0              | 0              | 0              | 0              | —              |
| 1999 Загреб | 0              | 1              | 2              | 3              | 39             |
| 2003—2019   | не участвовали | не участвовали | не участвовали | не участвовали | не участвовали |
| Всего       | 0              | 1              | 2              | 3              | 72             |